# Haplogrup J del cromosoma Y humà

L'haplogrup J del cromosoma Y humà (abans conegut com a HG9 o Eu9/Eu10) és un haplogrup format a partir de l'haplotip M304 (o 12f2.1) del cromosoma Y humà.
L'haplogrup J es creu que va originar-se fa entre 10.000 i 15,000 anys cap a la regió del Pròxim Orient. És descendent de l'haplogrup F.
L'Haplottip d'Aaró entre dintre de l'haplogrup J.

## Subdivisions
Se subdivideix en dos haplogrups, el J2, definit pel marcador M172, i el J1, definit pel marcador M267. També hi ha alguns haplotips J que no pertanyen a l'haplogrup J1 o J2, de manera que es diu que són un paragrup J*(xJ1,J2). Això vol dir que l'haplogrup J* inclou tots els J excepte J1 i J2.